# إطار رئيسي (رسوم متحركة)

الإطار المفتاحي (أو الإطار الرئيسي) في الرسوم المتحركة وصناعة الأفلام هو الرسمة التي تحدد نقطة البداية والنهاية لكل انتقال سلس. الرسمات (أو الصور المتتالية) تسمى «إطارات» بسبب أن مكانها في الزمن كان يقاس (سابقاً) عن طريق الإطارات الموضوعة على شريط الفيلم. سلسلة الإطارات المفتاحية أو الرئيسية هي التي تحدد الحركة التي يلاحظها المشاهد. في حين أن مكان الإطار الرئيسي على شريط الفيلم أو الفيديو أو الرسوم المتحركة هو الذي يحدد توقيت الحركة. ولأن اثنين فقط أو ثلاثة إطارات مفتاحية على مدى الثانية لا تخلق الإيحاء بالحركة فإن الإطارات المتبقية تملئ بما يسمى الإطارات البينية (inbetweens).

## استخدام الإطارات الرئيسية كوسيلة لتغيير المدخلات
في حزم البرمجيات التي تدعم الرسوم المتحركة، وخاصة الرسومات ثلاثية الأبعاد، هناك الكثير من المدخلات التي يمكن تغييرها لأي مجسم موجود في المشهد. مثال واحد على هذا المجسم هو الضوء (في الرسومات ثلاثية الأبعاد، الأضواء تعمل وظيفة مثل نظيراتها في العالم الحقيقي. حيث تُسبب الضوء والظلال، وتُكَون حواف برْاقة). الأضواء لديها العديد من المدخلات: بما في ذلك شدة الضوء، حجم الشعاع، لون الضوء، النقش الذي يسقطه الضوء. لنفترض أن فنان الرسوم المتحركة يريد تغيير حجم شعاع الضوء بسلاسة تدريجياً من قيمة واحدة إلى أخرى في غضون مدة محددة من الوقت، هذا يمكن الحصول عليه باستخدام الإطارات المفتاحية (الرئيسية). ففي بداية الحركة، يتم تعيين قيمة لحجم الشعاع. وفي نهاية الحركة (بعد مدة معينة من الزمن على شريط الحركة الزمني في البرنامج) يتم تعيين قيمة أخرى. وبالتالي فإن البرنامج تلقائيا يملأ مابين هاتين القيمتين خالقاً انتقالاً سلساً من بداية الحركة إلى نهايتها.

## تحرير الفيديو
في برنامج تحرير الفيديو الرقمي غير الخطي، وكذلك برنامج تركيب الفيديو، الإطار الرئيسي هو إطار يستخدم للإشارة إلى بداية أو نهاية تغيير الإشارة. على سبيل المثال، يمكن وضع إطار رئيسي للإشارة إلى النقطة التي سوف يبزغ الصوت تدريجياً أو يخفت إلى مستوى معين.

## وصلات خارجية
- Motion Blur, Key Frames and the Fencepost Error Frames are not points in time. Frames are periods of time.
- How to use Key frames in Sony Vegas.
- How to detect scene changes using key frames.